# Caroline Records
Caroline Records comenzó como una subsidiaria de Virgin Records a mediados de los años 1970. El sello comenzó especializándose en sacar a la venta LP de jazz y rock progresivo de bajo coste.
Su primer lanzamiento fue Outside the Dream Syndicate de Toni Conrad y Faust en 1973.
Tanto las ramas del Reino Unido y de Estados Unidos de Caroline Records son subsidiarias de Caroline Music, que incluye Caroline Distribution y, cuyo dueño es EMI. A su vez, Caroline tuvo o tiene gran cantidad de sellos subsidiarias como Astralwerks, Gyroscope, Caroline Blue Plate, Rocks the World, Scamp y Passenger.

## Lanzamientos importantes
- Audio Active & Laraaji - The Way Out Is The Way In
- Kevin Ayers, June Campbell Cramer & Brian Eno - Lady June's Linguistic Leprosy
- Bad Brains - Quickness
- Ben Folds Five - Ben Folds Five (bajo el nombre de Passenger Records)
- Ben Folds Five - Naked Baby Photos
- Harold Budd Reuben Garcia Daniel Lentz - Music For 3 Pianos
- Cabaret Voltaire - The Drain Train
- Cabaret Voltaire - Drinking Gasoline
- Cluster - Grosses Wasser (reedición en CD)
- Cluster - One Hour
- Lol Coxhill – Fleas In Custard
- Egg – The Civil Surface
- Brian Eno - Before and After Science
- Brian Eno Moebius  Roedelius - After the Heat (CD reissue)
- Brian Eno & Jah Wobble - Spinner
- Roger Eno - Lost In Translation
- Excel - Split Image
- Excel - The Joke's on You
- Excel - Seeking Refuge
- Fred Frith – Guitar Solos
- Varios artistas – Guitar Solos 2
- Gilgamesh – Gilgamesh
- Gong – Camembert Electrique
- Gong – Angel's Egg
- Gong – You
- Goo Goo Dolls - Goo Goo Dolls
- Henry Cow – Concerts
- Hole - Pretty on the Inside
- Jabula - Thunder into our hearts
- Killing Joke (álbum)-Killing Joke
- Kinghorse - s/t 1990.
- Mercyful Fate - Melissa (Lanzamiento CD 1983)
- The Misfits - Static Age
- The Misfits - Boxed set
- Monster Magnet - Tab
- Andy Partridge/Harold Budd - Through The Hill
- Primus - Frizzle Fry
- The Smashing Pumpkins - Gish
- The Smashing Pumpkins - Adore
- Samhain - Initium
- Samhain - Unholy passion
- Samhain - November coming fire
- Southern Culture on the Skids - For Lovers Only
- Suicidal Tendencies - Join the Army
- Swans - Children of God
- Tangerine Dream - Pergamon
- Uncle Slam - Say Uncle
- Varios artistas – Greasy Truckers Live at Dingwalls Dance Hall
- Walt Mink - Bareback Ride
- Walt Mink - Miss Happiness
- Warzone - Don't Forget The Struggle, Don't Forget The Streets
- White Zombie - Gods On Voodoo Moon (versi´n casete sólo)
- White Zombie - Soul-Crusher
- White Zombie - Make Them Die Slowly
- White Zombie - God of Thunder
- Youth Of Today - We're Not in This Alone